# Elymnias butona
Elymnias butona är en fjärilsart som beskrevs av Hans Fruhstorfer 1904. Elymnias butona ingår i släktet Elymnias och familjen praktfjärilar. Inga underarter finns listade i Catalogue of Life.